# سيمون ولز
سيمون ولز (بالإنجليزية: Simon Wells)‏ هو مخرج بريطاني، وهو ابن حفيد الكاتب الشهير "هربرت جورج ويلز"، ولد في 1961 في كامبريدج في المملكة المتحدة.

## وصلات خارجية
- سيمون ولز على موقع IMDb (الإنجليزية)
- سيمون ولز على موقع ألو سيني (الفرنسية)
- سيمون ولز على موقع أول موفي (الإنجليزية)
- سيمون ولز على موقع بوكس أوفيس موجو (الإنجليزية)
- سيمون ولز على موقع قاعدة بيانات الأفلام السويدية (السويدية)
- سيمون ولز على موقع إن إن دي بي (الإنجليزية)
- سيمون ولز على موقع قاعدة بيانات الفيلم (الإنجليزية)
- سيمون ولز على موقع كينوبويسك (الروسية)
- سيمون ولز على موقع كينوبويسك (الروسية)